# Municipio de La Garde
El municipio de La Garde (en inglés: La Garde Township) es un municipio ubicado en el condado de Mahnomen en el estado estadounidense de Minnesota. En el año 2010 tenía una población de 162 habitantes y una densidad poblacional de 1,75 personas por km².

## Geografía
El municipio de La Garde se encuentra ubicado en las coordenadas 47°17′34″N 95°44′28″O / 47.29278, -95.74111. Según la Oficina del Censo de los Estados Unidos, el municipio tiene una superficie total de 92.53 km², de la cual 87,18 km² corresponden a tierra firme y (5,78 %) 5,35 km² es agua.

## Demografía
Según el censo de 2010, había 162 personas residiendo en el municipio de La Garde. La densidad de población era de 1,75 hab./km². De los 162 habitantes, el municipio de La Garde estaba compuesto por el 55,56 % blancos, el 0,62 % eran afroamericanos, el 33,95 % eran amerindios y el 9,88 % eran de una mezcla de razas. Del total de la población el 8,64 % eran hispanos o latinos de cualquier raza.